# Pedro Ruiz Sarmiento

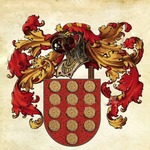
Brasão da Família Sarmento

Pedro Ruiz Sarmiento (? – Lisboa, 1384) foi um nobre do Reino de Castela e o 1.º Senhor de Ribadavia, título que lhe foi concedido pelo rei Henrique II de Castela em 1375.

## Relações familiares
Foi filho de Diogo Perez Sarmiento (1315 - 1363), Senhor de Salinas e de Villamayor e de sua segunda esposa D.Maria Fernandez de Velasco (1330 -?), Senhora de Barca Y Fresno de Caracena. Casou-se com Joana de Gusmão filha de Pedro Nunes de Gusmão, Senhor de Aviados (1300 -?), e de Inês de Haro (1300 - 1369) filha de Afonso Lopes de Haro (1260 -?), Senhor de Los Cameros e de Leonor de Saldaña (c. 1270 -?), de quem teve:
1. Garcia Fernández Sarmiento, Senhor de Ribadavia casado com Elvira Manrique de Lara Y Rojas, filha de Garcia Manrique de Lara, Senhor de Estar e de Isabel Enriques e Haro (1320 -?). Garcia e Elvira foram os pais de Garcí Fernández Sarmiento Y Manrique, o qual gerou o alcaide-mor de Burgos António Sarmiento, o qual foi o avô de outro António de Mendonza Y Sarmiento; foi o neto deste último, Jácome Luís, um dos primeiros Sarmiento a se passarem para Portugal, onde ocorreu a adaptação do sobrenome para Sarmento. Jácome, foi Alcaide-Mor de Bragança entre 1532 e 1556, conforme a obra " Memórias de Bragança" à página 120; ele foi o ancestral, tanto do 2º Morgado do Vinhais Inácio de Morais Sarmento(1668-?), como da esposa deste D.Angélica Mariz Sarmento, que ocupou o posto de dona da Câmara da rainha D.Maria Sofia de Neuburgo. Este casal, foi trisavô de D.Joaquim Antônio de Morais Sarmento, vindo de Portugal  durante a transferência da Família Real, desembarcou com D.João VI, na Bahia, onde se estabeleceu em Cachoeira e cujos descendentes ocuparam relevantes postos na política.
2. Constança Sarmiento (1360 -?) casou com Garcia Alvarez de Toledo, Senhor de Valle del Corneja, foram os pais do 1º Conde de Alba de Tornes.
3. Leonor Sarmiento casada com Pero López de Padilla, Senhor de Calatañazor.
4. Juana Sarmiento casada com Juan del Corral
5. Maria Ruiz Sarmiento
6. Juan Rodriguez Sarmiento